# Р
Р je cirilska črka, ki se je razvila iz grške črke Ρ. Črka Р spada med tako imenovane »lažne prijatelje«, saj zgleda povsem enako kot latinična črka P, vendar pa se ne izgovarja enako. Izgovarja se kot r in se tako tudi prečrkuje v latinico. 
Tradicionalno ime črke Р je reci (рьци), v novejšem času pa se bolj uporablja kratko ime er.
| tiskano | pisano |
| ------- | ------ |
| Р р     | Р р    |